# Bälsalvret
Bälsalvret är sedan 2018-11-08 ett naturreservat  i Region Gotland på Gotland. 
Området är naturskyddat sedan 2017 och är 260 hektar stort. Reservatet besår av våtmarker, gamla barrskogar, sumpskogar och vattendrag. 